# Stanford University Women's Volleyball 2018
Questa voce raccoglie le informazioni riguardanti la Stanford University Women's Volleyball nella stagione 2018.

## Organigramma societario
Area direttiva
- Presidente: Bernard Muir

Area organizzativa
- Direttore delle operazioni: Mary Hambly

Area tecnica
- Allenatore: Kevin Hambly
- Allenatore associato: Denise Corlett
- Assistente allenatore: Erin Lindsey
- Assistente allenatore volontario: Russell Corbelli
- Coordinatore tecnico: Jesse Sultzer
- Preparatore atletico: Lindsy Donnelly, Tyler Friedrich

## Rosa
| N° | Nome                | Ruolo | Data di nascita  | Nazionalità sportiva | Anno      |
| -- | ------------------- | ----- | ---------------- | -------------------- | --------- |
| 1  | Jenna Gray          | P     | 28 febbraio 1998 | Stati Uniti          | Junior    |
| 2  | Kathryn Plummer     | S     | 16 ottobre 1998  | Stati Uniti          | Junior    |
| 3  | Holly Campbell      | C     | 2 maggio 2000    | Stati Uniti          | Freshman  |
| 4  | Meghan McClure      | S     | 19 agosto 1999   | Stati Uniti          | Sophomore |
| 5  | Blake Sharp         | S     | -                | Stati Uniti          | Sophomore |
| 6  | Babatamilore Alade  | C     | -                | Canada               | Senior    |
| 7  | Mackenzie Fidelak   | O     | -                | Stati Uniti          | Freshman  |
| 8  | Michaela Keefe      | S     | -                | Stati Uniti          | Junior    |
| 9  | Morgan Hentz        | L     | 27 luglio 1998   | Stati Uniti          | Junior    |
| 10 | Payton Chang        | P     | -                | Stati Uniti          | Senior    |
| 11 | Kate Formico        | L     | 21 marzo 1999    | Stati Uniti          | Sophomore |
| 12 | Audriana Fitzmorris | O     | 10 ottobre 1997  | Stati Uniti          | Junior    |
| 19 | Alexis Froistad     | C     | -                | Stati Uniti          | Senior    |
| 20 | Caitlin Keefe       | S     | -                | Stati Uniti          | Junior    |
| 21 | Sidney Wilson       | S     | -                | Canada               | Sophomore |
| 25 | Courtney Bowen      | C     | -                | Stati Uniti          | Junior    |

## Mercato
| Acquisti | Acquisti          | Acquisti    | Acquisti   |
| R.       | Nome              | da          | Modalità   |
| -------- | ----------------- | ----------- | ---------- |
| C        | Holly Campbell    | Westlake HS | definitivo |
| O        | Mackenzie Fidelak | Niwot HS    | definitivo |

| Cessioni | Cessioni    | Cessioni   | Cessioni   |
| R.       | Nome        | a          | Modalità   |
| -------- | ----------- | ---------- | ---------- |
| O        | Merete Lutz | Cutrofiano | definitivo |

## Statistiche

### Statistiche di squadra
| Competizione                      | Punti | In casa | In casa | In casa | In trasferta | In trasferta | In trasferta | Campo neutro | Campo neutro | Campo neutro | Totale | Totale | Totale |
| Competizione                      | Punti | G       | V       | P       | G            | V            | P            | G            | V            | P            | G      | V      | P      |
| --------------------------------- | ----- | ------- | ------- | ------- | ------------ | ------------ | ------------ | ------------ | ------------ | ------------ | ------ | ------ | ------ |
| Pac-12 Conference NCAA Division I | .971  | 17      | 17      | 0       | 14           | 13           | 1            | 4            | 4            | 0            | 35     | 34     | 1      |
| Totale                            | .971  | 17      | 17      | 0       | 14           | 13           | 1            | 4            | 4            | 0            | 35     | 34     | 1      |

G = partite giocate; V = partite vinte; P = partite perse

### Statistiche dei giocatori
| Giocatrice    | Pac-12 Conference NCAA Division I | Pac-12 Conference NCAA Division I | Pac-12 Conference NCAA Division I | Pac-12 Conference NCAA Division I | Pac-12 Conference NCAA Division I | Totale | Totale | Totale | Totale | Totale |
| Giocatrice    | P                                 | PT                                | AV                                | MV                                | BV                                | P      | PT     | AV     | MV     | BV     |
| ------------- | --------------------------------- | --------------------------------- | --------------------------------- | --------------------------------- | --------------------------------- | ------ | ------ | ------ | ------ | ------ |
| B. Alade      | 31                                | 310.5                             | 204                               | 105.5                             | 1                                 | 31     | 310.5  | 204    | 105.5  | 1      |
| C. Bowen      | 13                                | 88                                | 62                                | 26                                | 0                                 | 13     | 88     | 62     | 26     | 0      |
| H. Campbell   | 34                                | 280                               | 208                               | 71                                | 1                                 | 34     | 280    | 208    | 71     | 1      |
| M. Fidelak    | 3                                 | 9                                 | 8                                 | 1                                 | 0                                 | 3      | 9      | 8      | 1      | 0      |
| A. Fitzmorris | 35                                | 417.5                             | 342                               | 73.5                              | 2                                 | 35     | 417.5  | 342    | 73.5   | 2      |
| K. Formico    | 35                                | 18.5                              | 0                                 | 0.5                               | 18                                | 35     | 18.5   | 0      | 0.5    | 18     |
| A. Froistad   | 1                                 | 0                                 | 0                                 | 0                                 | 0                                 | 1      | 0      | 0      | 0      | 0      |
| J. Gray       | 35                                | 175                               | 75                                | 55                                | 45                                | 35     | 175    | 75     | 55     | 45     |
| M. Hentz      | 35                                | 19                                | 3                                 | 0                                 | 16                                | 35     | 19     | 3      | 0      | 16     |
| C. Keefe      | 10                                | 0                                 | 0                                 | 0                                 | 0                                 | 10     | 0      | 0      | 0      | 0      |
| M. Keefe      | 11                                | 28                                | 24                                | 1                                 | 3                                 | 11     | 28     | 24     | 1      | 3      |
| M. McClure    | 35                                | 374.5                             | 320                               | 34.5                              | 20                                | 35     | 374.5  | 320    | 34.5   | 20     |
| K. Plummer    | 34                                | 623                               | 545                               | 44                                | 34                                | 34     | 623    | 545    | 44     | 34     |
| B. Sharp      | 2                                 | 1                                 | 0                                 | 0                                 | 1                                 | 2      | 1      | 0      | 0      | 1      |
| S. Wilson     | 35                                | 28                                | 0                                 | 0                                 | 28                                | 35     | 28     | 0      | 0      | 28     |

P = presenze; PT = punti totali; AV = attacchi vincenti; MV = muri vincenti; BV = battute vincenti

NB: I muri singoli valgono una unità di punto, mentre i muri doppi e tripli valgono mezza unità di punto; anche i giocatori nel ruolo di libero sono impegnati al servizio